# Anke Spoorendonk

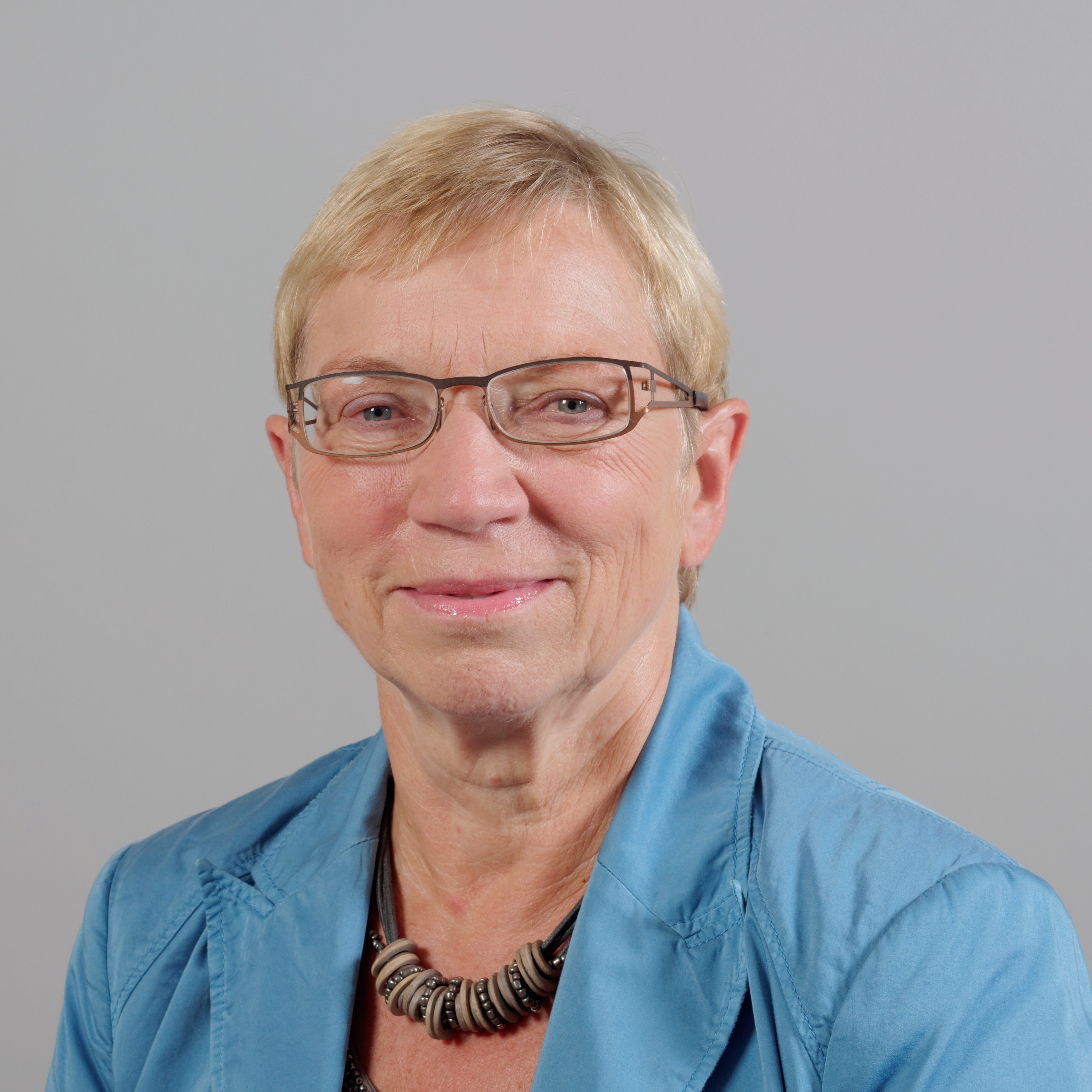
Anke Spoorendonk (2013)

Anke Spoorendonk geb. Hinrichsen (* 21. September 1947 in Busdorf/Bustrup) ist eine ehemalige deutsche Politikerin dänischer Nationalität (SSW). Vom 12. Juni 2012 bis zum 28. Juni 2017 war sie schleswig-holsteinische Ministerin für Justiz, Kultur und Europa im Kabinett Albig sowie Zweite Stellvertreterin des Ministerpräsidenten.

## Leben und Beruf
Anke Spoorendonk gehört der dänischen Minderheit in Südschleswig an. Nach dem Abitur 1966 am dänischen Gymnasium Duborg-Skolen in Flensburg studierte sie Germanistik und Geschichte an der Universität Kopenhagen und schloss 1976 als cand. mag. ab. Nach dem Lehramtsreferendariat war sie ab 1977 Lehrerin an der Duborg-Skolen in Flensburg.
Anke Spoorendonk ist verwitwet und hat zwei Kinder.

## Politische Tätigkeit

### Partei
Anke Spoorendonk ist Mitglied im SSW und gehörte von 1992 bis 2017 dem Vorstand des SSW-Kreisverbandes Flensburg-Land und dem SSW-Landesvorstand an.

### Abgeordnete
Von 1990 bis 1996 war Anke Spoorendonk Kreistagsabgeordnete im Kreis Schleswig-Flensburg.
Ab 1996 war sie Mitglied des Landtages von Schleswig-Holstein für den von der Fünf-Prozent-Hürde befreiten SSW. Hier war sie bis 2009 Vorsitzende der SSW-Landtagsgruppe. Als der SSW bei der Landtagswahl 2009 mit vier Abgeordneten erstmals seit 1950 Fraktionsstärke erreichte, wurde sie zur Fraktionsvorsitzenden gewählt.
Unter ihrer Führung erklärte sich der SSW nach der Landtagswahl im Frühjahr 2005 bereit, eine rot-grüne Minderheitsregierung zu dulden. Da Heide Simonis bei der Ministerpräsidentenwahl am 17. März 2005 in vier Wahlgängen jedoch keine Mehrheit auf sich vereinigen konnte, zog Anke Spoorendonk für den SSW das Angebot der Duldung zurück.
Aufgrund ihrer Bereitschaft, eine rot-grüne Landesregierung unter Heide Simonis zu dulden, erhielt Anke Spoorendonk im März 2005 eine anonyme Morddrohung. Daraufhin stand sie mehrere Wochen unter Polizeischutz.
Anke Spoorendonk zog stets über die Landesliste in den Landtag ein. Außerdem war sie bisher fünfmal (1999, 2004, 2009, 2010 und 2012) Mitglied der Bundesversammlung, jeweils als einzige Vertreterin des SSW.

### Justizministerin des Landes Schleswig-Holstein
Bei der Landtagswahl in Schleswig-Holstein 2012 war sie Spitzenkandidatin ihrer Partei. Im Rahmen der anschließenden Regierungsbeteiligung des SSW in der rot-grün-blauen Koalition wurde Spoorendonk am 12. Juni 2012 im Kabinett Albig Ministerin für Justiz, Europa und Kultur. Am selben Tag legte sie ihr Landtagsmandat nieder. Als Justizministerin war sie während ihrer Amtszeit neben dem Bremer Justizsenator Martin Günthner (SPD) eine der beiden Nichtjuristen, die dieses Amt auf Landesebene innehatten. Bereits vor ihr hatten mit dem Politologen Gerd Walter und dem Diplom-Verwaltungswirt (FH) Uwe Döring zwei Nicht-Juristen die Leitung des Kieler Justizministeriums inne. Sie war die erste SSW-Politikerin mit Ministerposten in der Geschichte der Partei seit 1948.
Seit dem 12. Juni 2012 war Spoorendonk auf Beschluss der schleswig-holsteinischen Landesregierung zudem Mitglied des Bundesrates. Dort gehörte sie als Mitglied der Europakammer, dem Ausschuss für Fragen der Europäischen Union, dem Ausschuss für Kulturfragen, dem Rechtsausschuss sowie der deutsch-russischen Freundschaftsgruppe an.

## Ehrungen
Am 3. März 2008 wurde Anke Spoorendonk von Königin Margrethe II. von Dänemark zur „Ritterin des Dannebrogordens“ ernannt.